# Club 600
El Club 600 fou una entitat esportiva catalana dedicada a l'automobilisme que tingué activitat entre 1960 i 1977. Amb seu al número 529 de l'Avinguda Diagonal de Barcelona i fundat per Josep Maria Torrà, el club tenia l'objectiu d'aplegar els propietaris de Seat 600 i promoure curses de cotxes d'aquesta marca. L'entitat tingué força èxit durant els seus primers anys, ja que els qui volien comprar un 600 en podien aconseguir un en un termini de només dos mesos (molt ràpid per a l'època) pel simple fet de pertànyer al club.
La primera cursa que organitzà el Club 600 fou el I Rallye Fémina de 1962, seguida pel I Rallye 600 el 1963. El 1967, Torrà i el segon president del club, Salvador Ros, organitzaren la primera cursa de resistència al circuit de Montjuïc, les 6 Hores Internacionals de Barcelona. El 1969, la prova passà a ser de 12 Hores i el 1971 se'n canvià la distància a 1.000 km. Els anys 1972 i 1973 s'organitzaren els 400 km de Barcelona, prova puntuable per al Campionat d'Europa.
D'ençà de 1976, l'activitat del club fou nul·la fins que el 1977 es dissolgué definitivament. Al llarg de la seva història, pel Club 600 -i per la seva filial de competició, l'Escuderia 600- hi passaren destacats automobilistes i periodistes, entre ells Jaume Juncosa, Ignasi Baixeras, Clery i Raymond Blancafort.